# وزیر (دیواندره)
وزیر نام روستایی واقع در دهستان قراتوره بخش مرکزی شهرستان دیواندره استان کردستان است. که در 35 کیلومتری شهرستان دیواندره قرار داردطبق سرشماری عمومی سال ۱۳۸۵ جمعیت این روستا ۴۵۴ نفر (۹۴خانوار) بود. و در حال حاضر جمعیتی 550نفری با 120خانوار دارد
آثار باستانی:
● قلعه سعید خان
(متأسفانه قلعه روستا که قدمت 600 ساله دارد با بی‌توجهی مسئولین استان تقریباً تخریب شده‌است.)
●کوه تاریخی تپه رش
تپه ره ش روستای وزیر مربوط به(2500 سال قبل از میلاد) دوران پیش از تاریخ ایران باستان - دوران‌های تاریخی پس از اسلام است و در شهرستان دیواندره، بخش مرکزی، روستای وزیر واقع شده و این اثر در تاریخ ۲۴ فروردین ۱۳۸۲ با شمارهٔ ثبت ۸۰۳۰ به‌عنوان یکی از آثار ملی ایران به ثبت رسیده‌است.